# Казарма 1292 км (Чернушинский район)
Казарма 1292 км — упразднённый в 2011 году населённый пункт в Чернушинском районе Пермского края. Входил в состав Бродовского сельского поселения.

## География
Расположен в восточной части Буйской волнистой равнины, на равнинно-холмистом Приуралье, на отрогах Тулвинской возвышенности, в зоне широколиственно-хвойных лесов, испытавших заметное антропогенное воздействие.
Климат
умеренно континентальный. Характерна продолжительная зима и довольно жаркое лето. Значительны суточные и годовые амплитуды температур. Годовая амплитуда температур составляет 50—60 °C.
Среднегодовая температура воздуха +1,5 °C; средняя температура января −15,6 °C; средняя температура июля +18,4 °C.

## История
Возник как поселение железнодорожников и их семей во время строительства в 1913—1920 годы железной дороги Казань-Екатеринбург (Казанбургской) как части Транссибирской железнодорожной магистрали.

## Население
| 2010 |
| ---- |
| 0    |

В 2005 году численность населения составляла 9 человек.
По результатам переписи 2010 года численность населения составила 0 человек.
Национальный состав
Согласно результатам переписи 2002 года, в национальной структуре населения
башкиры составляли 50 %, марийцы 33 % из 6 чел.

## Инфраструктура
Путевое хозяйство Горьковской железной дороги. Действует остановочный пункт 1292 км

## Транспорт
1292 км доступен автомобильным и железнодорожным транспортом.